# Station Jabłonowo Pomorskie
Station Jabłonowo Pomorskie is een spoorwegstation in de Poolse plaats Jabłonowo Pomorskie.